# Граужинене, Лорета
Лоре́та Граужине́не (лит. Loreta Graužinienė, урождённая Шнёка́йте (лит. Šniokaitė); 10 января 1963, Рокишкис, Паневежский уезд, Литовская ССР, СССР) — литовский политический и общественный деятель, 22-й председатель Сейма Литовской Республики, председатель Партии труда.
С 2004 года — член Сейма Литвы.
Кандидат на выборах Президента Литовской Республики 2009 года.

## Биография
Окончила среднюю школу города Жежмаряй в 1981 году. Высшее образование получила на факультете экономики Литовской сельскохозяйственной Академии в Каунасе (в настоящее время — Академия сельского хозяйства университета Витовта Великого), которую окончила в 1992 году.
Трудовую деятельность начала на должностях бухгалтера в управлении освоения торфяников, колхозе «Жибурис» (пламя  (лит.)), в техническом сельскохозяйственном объединении  города Укмерге. С 1986 по 1992 год работала экономистом на комбинате бытовых услуг города Укмерге. За это время закончила Литовский институт учёта и аудита, получив специальность аудитора (1997 г.). С 1992 по 1994 год работала в сельскохозяйственном обществе «Памущис» и ЗАО «Муша» на должностях главного бухгалтера. Работала преподавателем в высшей школе сельского хозяйства (в настоящее время Укмергская высшая школа технологий и бизнеса) с 1994 по 2004 год.

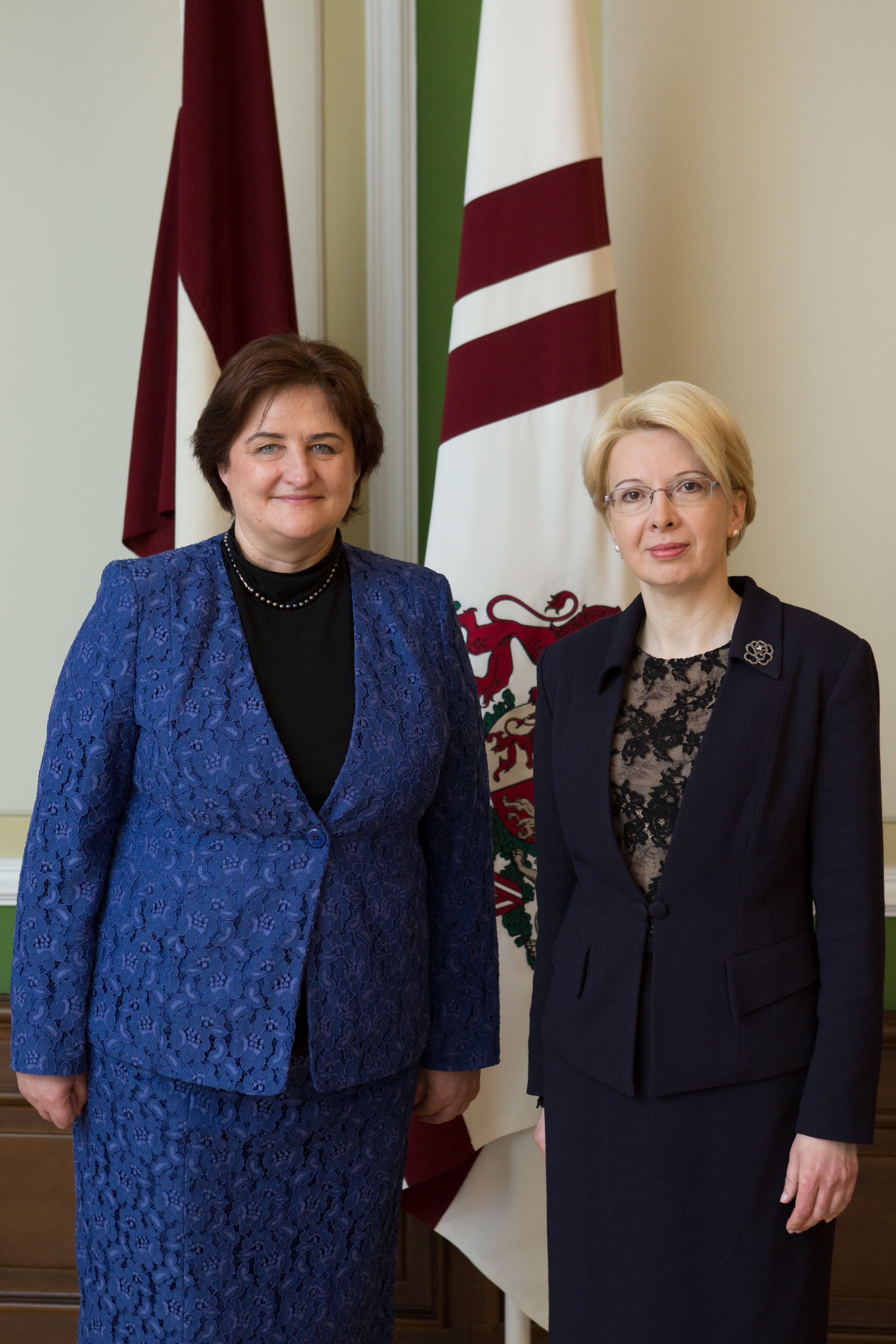
C председателем Сейма Латвии Инарой Мурниеце

Одновременно с педагогической деятельностью занялась частным предпринимательством, основав собственное индивидуальное предприятие, оказывавшее бухгалтерские услуги: бухгалтерский учёт, анализ деятельности предприятий, консультации по налогообложению и пр. С 1998 года имеет лицензию Министерства финансов Литвы, дающую право работы аудитором.
Владеет литовским, немецким и русским языками.

## Политическая карьера
С 2004 года занялась политической деятельностью. Член Сейма Литвы 2004—2008, 2008—2012 и 2012—2016 годов. Член Партии труда. За это время занимала должности председателя фракции Сейма, должности в руководстве партии.
В 2009 году участвовала в выборах Президента Литовской Республики.
На съезде партии труда, состоявшемся 26 октября 2013 года, Лорета Граужинене была избрана её председателем. Оставила этот пост 17 марта 2015 года из-за низких показателей партии на муниципальных выборах. 
С 3 октября 2013 года до 14 ноября 2016 года была Председателем Сейма Литвы.

## Семья
Муж Юлюс Граужинис (развод).
 Сыновья Эймантас (1987) и Юлюс (2002).